# Città di Castello
Città di Castello là một đô thị và cộng đồng (comune) ở tỉnh Perugia trong vùng Umbria nước Ý.
Đô thị Città di Castello có diện tích 387 ki lô mét vuông, dân số thời điểm năm 31 tháng 5 năm 2005 là 40.479 người.
Đô thị này có các đơn vị dân cư (frazioni) sau:
Các đô thị giáp ranh: 